# Hemistola unduligera
Hemistola unduligera là một loài bướm đêm trong họ Geometridae.